# Sibusaten

Aquitanische Stämme

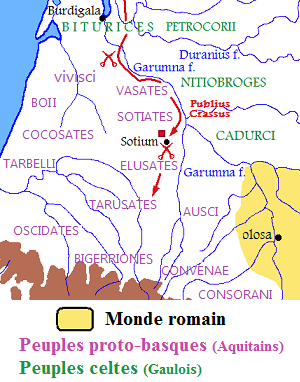
Feldzug in Aquitanien 56 v. Chr.

Die Sibusaten, auch Sibulaten, Suburaten, Sybillaten (lateinisch Sibusates oder Sibulates) waren ein vermutlich proto-baskischer oder keltischer Stamm, dessen Wohnsitz in der späteren römischen Provinz Gallia Aquitania lag. Ihr Stammesgebiet war in der historischen baskischen Region Soule (Zuberoa auf Standard-Baskisch, Xiberoa oder Xiberua, im lokalen Dialekt [ʃiberua] ausgesprochen), deren Name vom Stammesnamen hergeleitet ist. Der Name Subola für Soule scheint zum ersten Male in einem Bericht aus dem Jahre 635 auf, wo die Bewohner einen burgundisch-fränkischen Angriff abwehrten.
Die Sibusaten dürften einen aquitanischen Dialekt, einen Vorläufer des Baskischen, gesprochen haben.
Im gallischen Krieg marschierte ein Feldherr Caesars, der Legat Publius Licinius Crassus, im Jahr 56 v. Chr. in Aquitanien (der späteren römischen Provinz Novempopulana) ein. Nach einigen Siegen der Römer ergaben sich die meisten aquitanischen Stämme; namentlich genannt werden die Tarbeller, Bigerrionen, Ptianier, Vasaten (auch Vocaten), Tarusaten, Elusaten, Gater, Auscer, Garumner, Sibulaten und Cocosaten. Ob die Namen, auch jener der Sibulates/Sibusates, keltisch sind, kann nicht mit Sicherheit angegeben werden. Manche werden von einigen neuzeitlichen Autoren zu den Keltiberern gerechnet.